# Drosophila phaeopleura
Drosophila phaeopleura är en tvåvingeart som beskrevs av Bock och Wheeler 1972. Drosophila phaeopleura ingår i släktet Drosophila och familjen daggflugor.
Artens utbredningsområde är Fiji.